# Kleparz
Kleparz je čtvrť v Krakově, v Polsku, situovaná přímo na sever od Starého města, vyznačuje počátek Královské cesty. Mezi lety 1366 až 1792 šlo o samostatné město. Nyní je součástí administrativního okresu Stare Miasto.

## Historie
První známé sídliště v rámci hranic současného Kleparze bylo založeno před rokem 1184. V tomto roce byl postaven krakovským biskupem Gedkem kostel svatého Floriána. Sídlo velmi rychle rostlo, co se týká počtu obyvatel i velikosti, takže bylo brzy známo jako Alta civitas a mělo okolo jednoho tisíce obyvatel a 2 380 koní. Král Kazimír III. Veliký sídlu udělil městská práva a pojmenoval ho jako Florencja po kostele svatého Floriana.
Okolo tržiště byly postaveny domy ze dřeva a jeho obyvatelé byli většinou řemeslníci, včetně kovářů a krejčích. V následujícím století nahradilo předchozí jméno nové jméno Kleparz (latinsky Clepardia). Kleparz byl několikrát vypálen během válek anebo velkých požárů. A to v roce 1476, 1528, 1655, 1657, 1755 a 1768. V roce 1792 byl začleněn do města Krakova rozhodnutím Velkého sněmu. V 19. století byl Kleparz přestavěn v neoklasicistním nebo secesním stylu.

## Zajímavosti
Nejzajímavějšími místy v Kleparzi jsou Kleparzské trhové náměstí s barevnými stánky a náměstí Jana Matejki umístěné téměř hned vedle mezi Akademií krásných umění a kostelem svatého Floriána s grunwaldským pomníkem v jeho středu.